# Nectriopsis tubariicola
Nectriopsis tubariicola är en svampart som beskrevs av W. Gams 1982. Nectriopsis tubariicola ingår i släktet Nectriopsis och familjen Bionectriaceae.   Inga underarter finns listade i Catalogue of Life.